# …From the Pagan Vastlands
…From the Pagan Vastlands ist ein Demo der Extreme-Metal-Band Behemoth. Es wurde im Dezember 1993 im Warrior Studio aufgenommen und im Februar von Pagan Records veröffentlicht. Zum Zeitpunkt der Aufnahme war Frontmann Nergal erst 16 Jahre alt. Ein gleichnamiges Lied erschien auch auf dem Debütalbum Sventevith (Storming Near the Baltic).
Die komplette Musik wurde von Nergal geschrieben, die Liedtexte stammten von Nergal und Baal. Da das V im polnischen Alphabet ein seltener Buchstabe ist, enthielten einige der frühen Ausgaben den falsch geschriebenen Titel …From the Pagan Wastlands.

## Stil
Der Klang des Albums ist roh und ungeschliffen, aber besser als auf dem Demo The Return of the Northern Moon davor. Die Riffs sind wesentlich melodischer, die Lieder schneller. Behemoth spielten auf diesem Demo nordisch inspirierten Black Metal, der von dem „komplexen Extrem Metal der heutigen Tage […] noch weit entfernt“ ist.

## Titelliste
1. From Hornedlands to Lindesfarne – 5:59
2. Thy Winter Kingdom – 5:20
3. Summoning of the Ancient Ones – 4:58
4. The Dance of the Pagan Flames – 4:02
5. Blackvisions of the Almighty – 4:53
6. Fields of Haar-Meggido – 6:38
7. Deathcrush (Mayhem-Cover) – 3:22